# Абдур-Рахман ібн Абдалах
Абдур-Рахман ібн Абдалах (друга половина 7 століття — 732) — арабський воєначальник і державний діяч, валі провінції аль-Андалус Омеядського халіфату (721–722 і 730–732).

## Біографія
У 721 році Абд ар-Рахман Абдурахман вперше виступив у ролі полководця проти герцога Едо Аквітанського, коли після поразки арабів під Тулузою, зібрав поблизу Нарбона війська, які утекли й повів їх назад в Аквітанію. Впродовж кількох наступних років він успішно консолідував свою владу в цій території й досягнув берегів Луари. Втім того ж року новим валі став Анбаса ібн-Сухайм аль-Кальбі.
У 730 році Абд ар-Рахман був вдруге призначений халіфом Хішамом на посаду валі Іспанії. Він намагався проникнути в Франкське королівство, але це йому вдалось лише в 731 році.
У 732 Абд ар-Рахман або Абдурахман перейшов Піренеї та вступив на франкську територію в Бордо, розбивши перед цим війська Утамана бен абу Низа, намісника прикордонних земель, і його союзника, герцога Аквітанського, який утік до Карла Мартела, закликавши на допомогу його і лангобардського короля. Арабам було завдано повної поразки у битві при Пуатьє в жовтні 732.
Халіф призначив нового валі Аль-Андалуса — Абд аль-Маліка ібн-Катана аль-Фіхрі.